# Parque Néstor Martos
El Parque Néstor Martos, también conocido como Parque de las Aguas, es un espacio público ajardinado ubicado en la urbanización Santa Ana, en el distrito de Piura, en ciudad homónima, en el norte de Perú. En él se encuentra el complejo de fuentes de agua conocido como «Circuito Mágico del Agua», denominado así referenciando al complejo homónimo ubicado en el Parque de la Reserva en Lima.

## Descripción
Es un parque de forma cuadrangular, con una área de aproximadamente 1.42 hectáreas. Cuenta con un anfiteatro de 200 m2, un recinto deportivo para el desarrollo de futsal, básquet y vóley; una zona de juegos para niños, patio de comidas, zonas de descanso y un complejo de fuentes de agua.